# Minuria macrorhiza
Minuria macrorhiza là một loài thực vật có hoa trong họ Cúc. Loài này được (DC.) Lander mô tả khoa học đầu tiên năm 1987.